# Libušín
Libušín je město v okrese Kladno ve Středočeském kraji. Žije v něm přibližně 3 600 obyvatel.
Libušín se nachází čtyři kilometry severozápadně od Kladna. Střed obce se nachází v hluboce zaříznutém údolí Svatojiřského potoka v nadmořské výšce 317 metrů. Novější výstavba (především z éry těžby na Kladensku) zaujala okolní svahy. Největším jednotným urbanistickým celkem je čtvrť Korej, postavená na jihovýchodním okraji města v druhé polovině 20. století.
Město má fotbalový klub SK Baník Libušín, středisko Junáka založené roku 1938 Vladimírem Jagerem, sportovně rekreační a zájmové centrum Labyrint.

## Název
Název města je odvozen z osobního jména Ľuboša. Tvar Libušín se začal používat od 15. století. V historických pramenech se jméno objevuje ve tvarech: Lubosin (po roce 1046), Lubosine (okolo roku 1088), Lubossin (1115), Lubossin a Lubossine (1186), Lvbosine (1222), Lubosin (1239), Lobesin (1277), Lubossin (1282), de Lybossyna (1318), Lobosin (1356), Libossyn (1390), Libossyn (1404), de Libossina (1437), z Libošína (1543), Libošín (1590), Liboschin (1785), Liboschin nebo Libussín) (1845) a Libušín (1854).

## Historie
První písemná zmínka o Libušínu pochází z doby okolo roku 1050 za vlády knížete Břetislava. Od 14. století byla ves v údolí nazývána Libušín a ves na návrší Hradiště. V roce 1514 koupili Libušín Martinicové ze Smečna a jejich panství trvalo až do 20. století. V polovině 19. století bylo v Libušíně pouze 17 selských usedlostí a 6 samot. Podle sčítání v roce 1869 zde žilo 501 obyvatel.
Ve městě Libušín (4046 obyvatel, poštovní úřad, telegrafní úřad, telefonní úřad, četnická stanice, společenstvo živnostenské, hostinských a výčep (výběr)níků, krejčí a obuvníků, sbor dobrovolných hasičů) byly v roce 1932 evidovány tyto živnosti a obchody: lékař, zubní lékař, dva autobusoví dopravci, dvě autodopravy, Lido bio, čtyři cihelny, Maxův a Schöllerův důl, městská elektrárna, hodinář, dvacet hostinců, obchod s hračkami, dva kapelníci, kloboučník, dva knihaři, kožišník, lékárna U černého orla, mlýn, papírnictví, pila, řezbář, soustružník dřeva, Živnostenská záložna v Libušíně, dva stavitelé, velkostatek rodiny Přistoupilů, obecní vodárna, dvě voňavkářství, čtyři zahradnictví, zlaté a stříbrné zboží, truhlářství a pohřební ústav Maštalíř, zubní ateliér.

### Těžba uhlí
Prudký rozmach města nastal ve druhé polovině 19. století, kdy se Libušín stal jedním z středisek těžby černého uhlí na Kladensku. Ve městě byly tři doly a elektrárna. Nejstarším dolem provozovaným v letech 1887–1925 byl Důl Jan, v němž se uhlí dobývalo z hloubky přes 400 metrů. Druhým provozem byl v letech 1890–1925 Důl Max, ze kterého se uhlí dopravovalo vlečkou Kladensko-nučické dráhy. Uhlí v Dole Schöller se těžilo v letech 1902–2002. Areál dolu měl čtvercový půdorys, v jehož středu se nalézala jámová budova s ocelovou těžní věží. Elektrárna vznikla roku 1930 severně od dolu Schoeller, odkud bylo palivo dopravováno nákladní lanovkou. Výkon byl zprvu asi deset megawattů. Elektrárna měla sto metrů vysoký komín. Provoz byl ukončen v roce 1986. Elektrárně dominovala kromě komína i vysoká hala, která byla tvořena železobetonovým rámem. Další důl Mayrau byl v těsné blízkosti hranic katastrálního území Libušín.

## Přírodní poměry
Jižně od města leží přírodní rezervace Pašijová draha a do východního cípu katastrálního území zasahuje část přírodní památky Krnčí a Voleška. Podél jižního a západního okraje města vede hranice přírodního parku Džbán.
Na území města rostou dva památné stromy: Vrba v Libušíně (u potoka na východním okraji města) a Dub na Beraníku (v lese u Tuhaně asi dva a půl kilometru jihovýchodně od Libušína).

## Obyvatelstvo
| Rok            | 1869 | 1880 | 1890  | 1900  | 1910  | 1921  | 1930  | 1950  | 1961  | 1970  | 1980  | 1991  | 2001  | 2011  | 2021  |
| -------------- | ---- | ---- | ----- | ----- | ----- | ----- | ----- | ----- | ----- | ----- | ----- | ----- | ----- | ----- | ----- |
| Počet obyvatel | 501  | 855  | 2 339 | 4 087 | 4 682 | 4 146 | 4 106 | 4 025 | 3 574 | 3 015 | 2 585 | 2 330 | 2 463 | 2 878 | 3 137 |
| Počet domů     | 53   | 90   | 184   | 275   | 344   | 390   | 529   | 614   | 694   | 682   | 675   | 753   | 782   | 857   | 913   |

## Městská správa
Roku 1919 byl Libušín povýšen na město, v roce 1961 byl jeho status změněn na obec. Dne 10. října 2006 byl obci vrácen status města.

### Územněsprávní začlenění
Dějiny územněsprávního začleňování zahrnují období od roku 1850 do současnosti. V chronologickém přehledu je uvedena územně administrativní příslušnost obce v roce, kdy ke změně došlo:
- 1850 země česká, kraj Praha, politický i soudní okres Slaný[10]
- 1855 země česká, kraj Praha, soudní okres Slaný[10]
- 1868 země česká, politický i soudní okres Slaný[10]
- 1939 země česká, Oberlandrat Kladno, politický i soudní okres Slaný[11]
- 1942 země česká, Oberlandrat Praha, politický i soudní okres Slaný[12]
- 1945 země česká, správní i soudní okres Slaný[13]
- 1949 Pražský kraj, okres Slaný[14]
- 1960 Středočeský kraj, okres Kladno[15]

### Městské symboly
Znak a vlajka byly městu uděleny rozhodnutím předsedy Poslanecké sněmovny Parlamentu České republiky dne 11. dubna 2008.

## Doprava

### Železniční doprava a lanová dráha
Železniční stanice dnes na území města není. Nejblíže městu je železniční stanice Kamenné Žehrovice ve vzdálenosti čtyř kilometrů ležící na trati Praha–Rakovník.
V minulosti na území města existovala řada železničních tratí, k nejznámějším patřila Kladensko-nučická dráha, která vedla od roku 1890 do roku 1973 z dolu Max v Libušíně přes Kladno-Vejhybku do Nučic, od 1. června 1886 do roku 1925 byla v provozu trať důl Jan Libušín – Vinařice – Kralupy nad Vltavou, jejíž část je stále využívána jako vlečka podniku Stavební obnova železnic v Třebichovicích (v místě bývalého vlečkového kolejiště v Libušíně je dnes klubovna Junáků). Na území města vedla zrušená vlečka z bývalého dolu Scholler do stanice Kamenné Žehrovice, na kterou navazovala úzkorozchodná dráha do Přelíce a do Slaného, která ovšem nebyla na území Libušina (stanice ležela několik desítek metrů od hranice katastrálního území Libušín). Přímo v Libušíně byla hustá síť důlních železnic o rozchodu 600 milimetrů, a to jak podzemních, tak nadzemních (v areálu dolů, výsypek a v lesích v okolí dolu Max). V posledních třiceti letech těžby bylo uhlí dopravováno důlní železnicí v podzemí do úpravny uhlí na dole Scholler, normálně rozchodné vlečky k ostatním dolům v okolí byly zrušeny. V Libušíně byla také provozována nákladní lanová dráha, která dopravovala uhlí z dolu Scholler do elektrárny.

### Silniční doprava
Do města vedou silnice III. třídy. V září 2011 ve městě zastavovaly autobusové linky jedoucí do těchto cílů: Kladno, Mladá Boleslav, Mšec, Praha, Slaný, Smečno, Stochov (dopravci ČSAD Slaný a ČSAD MHD Kladno).

## Pamětihodnosti
- Na vyvýšenině nad jihozápadním okrajem obce se rozkládají pozůstatky stejnojmenného slovanského hradiště z 10. až 11. století s kostelem svatého Jiří.
- V centru města stojí novogotický kostel svatého Prokopa z roku 1908.

## Osobnosti
- Josef Frolík (1928–1989) – příslušník StB, emigrant a špión CIA
- Zdeněk Herman (1934–2021) – fyzikální chemik
- Zdeněk Liška (1922–1983) – hudební skladatel
- Jiří Pauer (1919–2007) – pedagog a hudební skladatel, ředitel Národního divadla
- Miroslav Plzák (1925–2010) – lékař, psychiatr, sexuolog, publicista
- Rudolf Rost (1912–1999) – mineralog, petrograf, publicista a pedagog, v roce 1942 objevil nerost kladnoit